# 刻裂羽叶菊
刻裂羽叶菊（学名：Nemosenecio incisifolius）是菊科羽叶菊属的植物，为中国的特有種。分布于中国大陆的云南等地，生长于海拔2,200米至2,800米的地区，见于混交林下，目前尚未由人工引种栽培。

## 别名
刻叶千里光（云南种子植物名录）

## 异名
- Senecio incisifolius J. F. Jeffrey
- Senecio incisifolius J. F. Jeffrey var. gracilior Ling